# Sarah Deblois
Sarah Deblois, född 1753, död 25 december 1827, var en kanadensisk företagare. Hon skötte Debloix handelsföretag i Halifax 1799-1808. Hon var något av ett original på sin tid, eftersom kvinnliga företagare var ovanliga i Halifax fram till 1800-talets mitt och endast ett annat exempel är känt.